# Stiefanija Jełfutina
Stiefanija Alexandrovna Jełfutina (ur. 27 stycznia 1997 w Jejsku) – rosyjska żeglarka, olimpijka, brązowa medalistka z Rio de Janeiro w klasie RS:X. Jest nazywana Białym rekinem

## Życiorys

### Kariera juniorska
Karierę sportową rozpoczęła już w 2003 roku zdobywając swoją pierwszą nagrodę w żeglarstwie na regatach w Gelendżyku.
Na najważniejszych międzynarodowych turniejach Jełfutina zaczęła występować w 2010 roku. Na początku występowała w klasie „Bik Techno 293”, w której w lipcu 2013 roku została mistrzynią świata juniorów. Od końca 2013 roku przeniosła się do występów w klasie RS:X, a już na pierwszych juniorskich mistrzostwach świata zajęła 4. miejsce.
W 2014 roku ukończyła Liceum nr 4 w Jejsku. Od 2016 studiuje na Uniwersytecie Kultury Fizycznej, Sportu i Turystyki.

### Mistrzostwa świata
W lipcu 2014 Elfutin została pierwszą mistrzynią świata w klasie RS: X po raz pierwszy w swojej karierze. Rok później powtórzyła swój wynik, wygrywając mistrzostwa juniorów w Langkawi.
We wrześniu 2014 r. wzięła udział w Pucharze Świata w Santander. W wyniku konkurencji w klasie RS: X zajęła 19. miejsce. Tym samym zapewniła sobie licencję do udziału na Letnich Igrzyskach Olimpijskich 2016. W maju 2015 r. zwyciężyła w Pucharze Rosji w Soczi. W październiku 2015 r. była w stanie od razu trafić do pierwszej dziesiątki w dwóch dużych turniejach. Na Mistrzostwach Świata 2016 w klasie RS: X Jełfutina po raz kolejny wygrała w kategorii do 21 lat, natomiast w konkurencji dla dorosłych zajęła wysokie 5. miejsce. W lipcu 2016 roku zdobyła pierwszy medal w mistrzostwach Europy dla dorosłych, zajmując trzecie miejsce na mistrzostwach w Helsinkach.

### Igrzyska olimpijskie
14 sierpnia 2016 zdobyła historyczny brązowy medal igrzysk olimpijskich w Rio de Janeiro w klasie RS: X, stając się jedną z najmłodszych rosyjskich medalistek. Uzyskała łącznie 85 punktów (zajęła 2. miejsca w 1. i 5. wyścigu).

### Rodzina i klub
Jej młodsze siostry Wasilisa i Jekaterina zajmują się łyżwiarstwem figurowym.
Należy do klubu „Soczi”, gdzie trenuje pod okiem Wiktora Waleriewicza Ajwazjana.

## Nagrody i osiągnięcia
- 2011: Żeglarz roku w Rosji w nominacji „Drużyna roku” (wraz z Andriejem Zagainovem i Yevgeny Ayvazyan)
- 2013: Żeglarz roku w Rosji,
- 2016: „Junior 2016” według magazynu „Juniorport”[10]
- 2016: Medal Orderu „Za zasługi dla Ojczyzny» II stopnia – za wybitne osiągnięcia sportowe w czasie XXXI Olimpiady w 2016 roku w Rio de Janeiro (Brazylia)[11]
- 2016: Czczony Mistrz Sportu Rosji[12]